# روبين فاليجوس
روبين فاليجوس (بالإسبانية: Rubén Vallejos)‏ هو مدرب كرة قدم ولاعب كرة قدم تشيلي في مركز الهجوم، ولد في 20 مايو 1967 في بارال في تشيلي. لعب مع ديبورتيس أنتوفاغاستا وديبورتيس كولتشاغوا وديبورتيس ماجالانز وكولو-كولو ونادي بالستينو ويونيون إسبانيولا.

## وصلات خارجية
- روبين فاليجوس على موقع قاعدة بيانات كرة القدم.إي يو (الإنجليزية)
- روبين فاليجوس على موقع عالم كرة القدم.نت (الإنجليزية)